# Cymatomerella
Cymatomerella is een geslacht van rechtvleugeligen uit de familie sabelsprinkhanen (Tettigoniidae). De wetenschappelijke naam van dit geslacht is voor het eerst geldig gepubliceerd in 1954 door Beier.

## Soorten
Het geslacht Cymatomerella omvat de volgende soorten:
- Cymatomerella excisa Kevan, 1954
- Cymatomerella muta Beier, 1954
- Cymatomerella spilophora Walker, 1870